# Cupido dampierensis
Cupido dampierensis är en fjärilsart som beskrevs av Rothschild 1915. Cupido dampierensis ingår i släktet Cupido och familjen juvelvingar. Inga underarter finns listade i Catalogue of Life.